# فيرجينيا تشيريل
فيرجينيا تشيريل (بالإنجليزية: Virginia Cherrill)‏ هي ممثلة أمريكية، ولدت في 12 أبريل 1908 بقرطاج في الولايات المتحدة، وتوفيت في 14 نوفمبر 1996 بسانتا باربارا في الولايات المتحدة بسبب سكتة.

## أعمال

### أفلام
- (1931) أضواء المدينة

## وصلات خارجية
- فيرجينيا تشيريل على موقع IMDb (الإنجليزية)
- فيرجينيا تشيريل على موقع قاعدة بيانات الفيلم (الإنجليزية)